# Bru Lladó i Roca
Bru Lladó i Roca (Sabadell, 1881 – Mèxic, 1946) va ser un sabater i anarcosindicalista català.

## Biografia
Primer militava en el republicanisme federal i posteriorment a l'anarcosindicalisme. Va néixer en una família obrera de Sabadell i es va afiliar a la Federació Obrera de Sabadell (FOS), situada al carrer de l'Estrella, 110. Va fer-se visible en gairebé tots els intents organitzatius del jovent republicà, federal i catalanista de la ciutat. El 1907, va donar suport des de la Joventut Federal a Solidaritat Catalana i a la incorporació del Círcol Republicà Federal (CRF) a les candidatures solidàries i catalanistes. El 1908 va enfrontar-se a les pressions i maniobres dels lerrouxistes que volien que pretenien controlar el Círcol; finalment, va abandonar-lo quan els lerrouxistes ho aconseguiren temporalment. El 1909 va dirigir el setmanari Ciutadania, portaveu de la Joventut Federalista Local; va participar en els fets de la Setmana Tràgica i, després, va exiliar-se a França, fins que va ser indultat el juliol de 1910.
En retornar a Sabadell es va mostrar partidari de l'acció directa per tal de fer caure la monarquia. El mateix estiu de 1910, quan va esclatar el conflicte vaguístic a la fàbrica Seydoux, Lladó, que ja era president de la Federació Obrera de Sabadell (FOS), es va mostrar partidari del “Tot o res!”. El 1915 dirigí la publicació La Batalla Sindicalista de Sabadell. Amb la victòria dels bolxevics a Rússia va ser dels primers en avisar del caràcter autoritari del moviment, ho havia vist amb els seus propis ulls, ja que havia visitat el país. Empresonat el 1910, el 1911 i de nou el 1913, ja era un dirigent reconegut de l'anarcosindicalisme sabadellenc quan va participar en els preparatius de la Vaga General de l'agost de 1917. Arran d'aquests fets, va haver de fugir de nou a França i, en retornar, el maig de 1918, va incorporar-se junt amb la plana major de la militància anarcosindicalista a actes de propaganda celebrats arreu de Catalunya. Garcia Oliver a la seva biografia "El eco de los pasos", el recorda a la tribuna com un company. Manuel Buenacasa opina el mateix, recordant com Bru Lladó no va poder parlar en un míting celebrat dos dies després de l'assassinat de Seguí a qui -segons ell- Lladó “estimava entrenyablement”. Va ser força reconegut movent-se a prop de Teresa Claramunt, Salvador Seguí o Ángel Pestaña. Tot i així, també va tenir conflictes amb altres militants, quan per exemple durant la dictadura de Primo de Rivera, va ser responsable de l'edificació de “vivendes per a l'ús i propietat dels socis”, impulsant les tasques de la Cooperativa "Cultura i Solidaridat", constituïda a Sabadell el febrer de 1922. El primer dels edificis construïts va servir com a escola moderna. Va ser demandat per un grup de militants que posteriorment formarien part de l'oposició trentista, que el van acusar verbalment d'estafes en la construcció dels habitatges, i expulsat de la CNT el 1928 en un Ple Regional celebrat clandestinament a Sabadell mateix, a proposició de Josep Moix, que es convertiria amb el trencament trentista en el seu principal rival.
Va tornar a tenir protagonisme amb l'escissió dels Sindicats Únics i l'aixecament anarquista de l'Alt Llobregat. Fou detingut el gener de 1932 a causa de la sublevació de Fígols i deportat a Villa Cisneros a bord del vaixell Buenos Aires, juntament amb Buenaventura Durruti, i els germans Francisco i Domingo Ascaso; amb ells va protagonitzar un motí quan el vaixell es trobava davant les costes de Fernando Poo. De retorn a Catalunya, es va enfrontar, des del Sindicat Únic d'Oficis Diversos de Sabadell, amb la Federació Local de Sindicats (FLS), i el seu dirigent, Josep Moix llavors alineats amb els Sindicats d'Oposició i que acabarien sent expulsats i afiliant-se a la UGT i al PSUC. El maig de 1932 va participar en un míting a Saragossa amb Girvent i al mateix any també a Mollet i Olesa, i el març de 1933 a Barcelona, amb Herreros, Saavedra, Claramunt, Callejas i Montseny. De 1934 a 1936, milità a la FAI i, en concret, al grup d'afinitat anarquista barceloní amb Jaume Balius, Pablo Ruiz i Fernando Pellicer. De 1936 a 1937 fou regidor de l'Ajuntament de Sabadell d'on en va ser expulsat com la resta de cenetistes per Josep Moix i el PSUC arran dels fets de maig, Moix l'acusà de que amb el grup "Los amigos de Durruti" havia recolzat els milicians de la CNT que controlaven l'edifici de la Telefònica, també va ser delegat comarcal del departament d'Economia de la Generalitat.
Va ser l'autor de les obres: El bolchevismo y la revolución (Madrid, El Sembrador, 1923), El Comunismo Libertario. Su base, su medio, su fin (Sabadell-Barcelona, 1936), Los lugares de trabajo. Campos, minas, fábricas y talleres (Barcelona, Renacer, 1935). Un cop acabada la guerra, s'exilià a Mèxic, on es va mantenir fidel als seus ideals fins que es va morir.